# Up and Down
«Up and Down» es una canción del grupo neerlandés Vengaboys. Alcanzó el número 4 en la lista de sencillos del Reino Unido en 1998. También alcanzó el 1 en las Billboard Hot Dance/Club Play Songs en 1999. 
La canción contiene elementos de una remezcla inédita de DMC de «Believe» de Cher. El grito «Wooo!» que aparece en la canción en un sampleo de la voz de Loleatta Holloway en la canción «Crash Goes Love». El vídeo musical de la canción está dirigido por Wessel Van Diepen (DJ Delmundo)

## Lista de canciones
Alemania – CD Maxisencillo, Enhanced
1. «Up and Down» (Airplay) (3:47)
2. «Up and Down» (Hard Radio) (3:42)
3. «Up and Down» (BCM Radio) (3:32)
4. «Up and Down» (More Airplay) (4:04)
5. «Up and Down» (Hard & Long) (5:25)
6. «Up and Down» (BCM Club Mix) (6:43)
7. «Up and Down» (Airplay XXL) (5:55)

 Estados Unidos – Sencillo en CD
1. «Up and Down» (Airplay) (3:44)
2. «Up and Down» (Hard Radio) (3:39)
3. «Up and Down» (Hard & Long) (5:23)
4. «Up and Down» (Club 69 Tribal Mix Anthem) (7:51)
5. «Up and Down» (Club 69 Tribal Dub) (5:33)
6. «Up and Down» (Santos Disco Remix) (6:39)
7. «Up and Down» (Johan S Toxic Club) (6:49)
8. «Up and Down» (Tin Tin Out Remix) (8:12)
9. «Up and Down» (BCM Club Mix) (6:43)

## Posicionamiento en listas y certificaciones
| Lista (1998–1999)                              | Mejor posición |
| ---------------------------------------------- | -------------- |
| Alemania (Offizielle Deutsche Charts)          | 12             |
| Austria (Ö3 Austria Top 40)                    | 24             |
| Bélgica (Flandes) (Ultratop 50)                | 11             |
| Estados Unidos (Dance Music/Club Play Singles) | 1              |
| Francia (SNEP)                                 | 72             |
| Irlanda (IRMA)                                 | 3              |
| Italia (FIMI)                                  | 18             |
| Nueva Zelanda (Recorded Music NZ)              | 27             |
| Países Bajos (Dutch Top 40)                    | 5              |
| Reino Unido (UK Singles Chart)                 | 4              |
| Suiza (Schweizer Hitparade)                    | 32             |

| País        | Organismo certificador | Certificación | Ventas  | Ref.   |
| ----------- | ---------------------- | ------------- | ------- | ------ |
| Reino Unido | BPI                    | Disco de Oro  | 400 000 | [ 15 ] |

### Sucesión en listas
| Anterior: «Believe» de Cher | Billboard Hot Dance/Club Play Songs — Sencillo Nro 1 16 de enero de 1999 | Siguiente: «It's Not Right but It's Okay» de Whitney Houston |